# Raf
Rafaelle Riefoli, ismertebb nevén Raf (Margherita di Savoia, 1959. szeptember 29. –) olasz énekes.

## Élete
Olaszországban született, és az 1980-as években Londonban élt, ahol 1984-ben kezdődött el énekesi karrierje, itt adta ki első lemezét.
Az 1987-es Eurovíziós Dalfesztiválon Umberto Tozzival duettet alkotva a harmadik helyet szerezték meg Gente di Mare (A tenger népe) című dallal.
Kevesen tudják, hogy a Self control című dal, az ő szerzeménye ami Európában sikeres lett, majd Laura Branigan dolgozta fel, általala lett a dal világszerte ismert. Akkoriban az angol new wawe és az italo-disco stílus hatott rá. Ezután Raf két újabb angol nyelvű kislemezt adott ki: Change your mind és Hard címmel, de ezek nem voltak olyan sikeresek, mint az első. Azonban olasz énekeseknek is írt dalszöveget, a "Si Puó Dare di Piú"-t a Morandi-Ruggeri-Tozzi triónak írta, a Sanremói Dalfesztiválra. Énekelt együtt többek közt Laura Pausinivel. Eddigi karrierje során 10 albumot adott ki, az 1993-as Cannibali című albuma hatszoros platinalemez lett.

## Lemezek
- Raf 1984
- Self Control 1987
- Svegliarsi Un Anno Fa 1988
- Cosa Restera 1989
- Sogni 1991
- Cannibali 1993
- Manifesto 1995
- Collezione Temporanea 1996 (best of lemez)
- La Prova 1998
- Iperbole 2001
- Ouch 2004
- Tutto Raf 2005
- Passeggeri Distratti 2006
- Metamorfosi 2008
- Soundview 2009